# Teenage Jesus & the Jerks
Teenage Jesus & The Jerks fue una breve banda de no wave neoyorquina, pioneros en su género, que a pesar de su corta existencia, fueron de gran influencia para el surgimiento del posterior noise rock.

## Historia
Teenage Jesus & the Jerks se formó en 1976 por Lydia Lunch (cuando recién tenía 16 años) y el saxofonista James Chance, quien al poco tiempo dejó el proyecto para dar vida a The Contortions.
Teenage Jesus tuvieron corta vida, pero destacaron rápidamente por su sonido disparatado y los particulares gritos de Lydia. Grabaron unos cuantos EP y cuatro temas para No New York, el recopilatorio con el que Brian Eno retrataría el movimiento no wave.
Atavistic editó en 1995 un recopilatorio convenientemente titulado Everything y, en abril de 2006, salió Live at Max's Kansas City de 1977.

## Miembros
- Lydia Lunch - voz y guitarra
- Bradly Field - batería
- James Sclavunos - bajo
- The Late Gordon Stevenson - bajo

## Discografía
- Babydoll b/w Freud In Flop (45 tours - Lust/Unlust, 1979)
- Orphans b/w Less of Me (45 tours - Migraine, 1979)
- Pink (17 cm - Lust/Unlust, 1979)
- Pre-Teenage Jesus (17 cm - ZE, 1979)
- Everything (Anthologie CD - Atavistic, 1995)
- Live at Max's Kansas City 1977 (2006)
- Teenage Jesus & Ther Jerks and Beirut Slump b/w Shut Up and Bleed (2008)